# 寿町 (室蘭市)
寿町（ことぶきちょう）は北海道室蘭市の地名。寿町一丁目から三丁目の町がある。住居表示実施済み。郵便番号は050-0082。

## 地理
室蘭市の東部に位置し、北西から北に宮の森町、北東に日の出町、南西に東町、西に中島町と接し、東から南に太平洋に面する。

### 海洋
- 太平洋

## 地域の特徴
室蘭市の都市計画マスタープランでは蘭東地域に属する。
ほぼ平坦な地形で、駅周辺は商業地域、その他は準工業地域となっている。北西縁に沿ってJR北海道 室蘭本線が走る。海沿いを北東から南西に国道36号が走り、町域の中央寄りを南西から北東に北海道道107号室蘭環状線が走る。町域の中央付近で北海道道919号中央東線が道道107号室蘭環状線から分岐し、北西方向に延びる。町域はこれらの道道により一丁目から三丁目に分割される。
一丁目に東町保育所，室蘭市水道部，北海道電力 室蘭支店，寿町会館、二丁目に市営寿町団地、三丁目に室蘭市土木事業所，室蘭市蘭東下水処理場，市営寿町団地，寿三丁目会館がある。

## 歴史
古くは一面の湿地帯であったが、1956年（昭和31年）の東室蘭土地区画整理事業により開発された。

### 沿革
- 1963年（昭和38年）5月1日 - 寿町一丁目 - 三丁目新設[5][6]。
- 1969年（昭和44年）7月1日 - 寿町二丁目で住居表示実施[7]。

### 町名の変遷
| 実施内容          | 実施年月日               | 実施後     | 実施前           |
| ----------------- | ------------------------ | ---------- | ---------------- |
| 町名新設 住居表示 | 1963年（昭和38年）5月1日 | 寿町一丁目 | 東町（字）の一部 |
| 町名新設 住居表示 | 1963年（昭和38年）5月1日 | 寿町三丁目 | 東町（字）の一部 |
| 町名新設          | 1963年（昭和38年）5月1日 | 寿町二丁目 | 東町（字）の一部 |
| 住居表示          | 1969年（昭和44年）7月1日 | 寿町二丁目 | 寿町二丁目       |

## 世帯数と人口
2023年（令和5年）12月31日現在（室蘭市発表）の世帯数と人口は以下の通りである。
| 町         | 世帯数    | 人口    |
| ---------- | --------- | ------- |
| 寿町一丁目 | 524世帯   | 828人   |
| 寿町二丁目 | 493世帯   | 841人   |
| 寿町三丁目 | 205世帯   | 381人   |
| 計         | 1,222世帯 | 2,050人 |

### 人口の変遷
国勢調査による人口の推移。
| 1995年（平成7年）  | 2,362人 | [ 10 ] |  |
| 2000年（平成12年） | 2,360人 | [ 11 ] |  |
| 2005年（平成17年） | 2,436人 | [ 12 ] |  |
| 2010年（平成22年） | 2,344人 | [ 13 ] |  |
| 2015年（平成27年） | 2,308人 | [ 14 ] |  |
| 2020年（令和2年）  | 2,145人 | [ 15 ] |  |

### 世帯数の変遷
国勢調査による世帯数の推移。
| 1995年（平成7年）  | 962世帯   | [ 10 ] |  |
| 2000年（平成12年） | 1,016世帯 | [ 11 ] |  |
| 2005年（平成17年） | 1,069世帯 | [ 12 ] |  |
| 2010年（平成22年） | 1,117世帯 | [ 13 ] |  |
| 2015年（平成27年） | 1,184世帯 | [ 14 ] |  |
| 2020年（令和2年）  | 1,142世帯 | [ 15 ] |  |

## 学区
市立小・中学校に通う場合、学区は以下の通りとなる。
| 町         | 街区 | 小学校             | 中学校             |
| ---------- | ---- | ------------------ | ------------------ |
| 寿町一丁目 | 全域 | 室蘭市立海陽小学校 | 室蘭市立翔陽中学校 |
| 寿町二丁目 | 全域 | 室蘭市立海陽小学校 | 室蘭市立翔陽中学校 |
| 寿町三丁目 | 全域 | 室蘭市立海陽小学校 | 室蘭市立翔陽中学校 |

## 交通

### バス
道南バスが路線バスを運行する。

### 道路
- 国道36号（室蘭新道） ※国道235号との重用区間
- 北海道道107号室蘭環状線 ※一部を道道919号と重用
- 北海道道919号中央東線

## 施設

### 役所・公的機関
- 室蘭市水道部
- 室蘭市土木事業所
- 室蘭市蘭東下水処理場

### 公共施設
- 寿町会館
- 寿三丁目会館

### 社会福祉施設
- 東町保育所

### 公営住宅
- 市営寿町団地

### 公園
- あけぼの公園
- 大川原ホスピタルパーク
- 寿2丁目公園

### その他
- 北海道電力 室蘭支店